# Psittinus abbotti
Psittinus abbotti (папуга сімьолуйський) — вид папугоподібних птахів родини Psittaculidae. Ендемік Індонезії. Раніше вважався підвидом синьогологового папуги, однак був визнаний окремим видом. Названий на честь американського орнітолога Вільяма Луїса Аббота.

## Поширення і екологія
Сімьолуйські папуги мешкають на двох невеликих островах Сімелуе і Сіумат, розташованих на північний захід від Суматри. Вони живуть у вологих і сухих рівнинних тропічних лісах, на узліссях, в мангрових лісах, на плантаціях і в садах. Зустрічаються зграйками до 20 птахів, переважно на висоті до 700 м над рівнем моря. Живляться насінням, плодами і квітками.

## Збереження
МСОП класифікує стан збереження цього виду як близький до загрозливого. За оцінками дослідників, популяція сімьолуйських папуг становить від 3500 до 15000 птахів. Їм загрожує знищення природного середовища.